# Wilfred Owen
Wilfred Edward Salter Owen (Plas Wilmot, Shropshire, 18 de março de 1893 – Batalha de la Sambre, 4 de novembro de 1918) foi um poeta e militar inglês. Estudou nas Universidades de Liverpool e Londres, e veio a morrer em combate, sete dias antes do armistício. As suas elegias sobre a guerra — Poems — publicadas por S. Sassoon, um de seus amigos mais próximos, em 1920, revelam-nos um poeta, na linha de Keats, de gosto depurado e pleno de autenticidade, que veio a exercer um fascínio decisivo na poesia inglesa da década de 30. Alguns dos seus poemas inspiraram o War Requiem de B. Britten.

## Infância e juventude
Wilfred Owen nasceu em 18 de março de 1893, em Plas Wilmot, perto de Oswestry, em Shropshire. Ele era o filho mais velho de Thomas e Harriet Susan Owen. Tinha três irmãos mais novos: Mary (nascida em 1896), Harold (nascido em 1897) e Colin (nascido em 1900). A família vivia confortavelmente até a morte do avô de Owen, Edward Shaw, e a situação financeira os obrigou a vender a casa e se mudar para Shrewsbury, onde Harold nasceu. Em 1900, a família se mudou para Birkenhead, onde Colin nasceu e onde Wilfred e Harold estudaram em Birkenhead Institute Grammar School. Eles se mudaram de volta para Shrewsbury em 1907.
A família era muito religiosa, seguindo o Anglicanismo; Wilfred era especialmente devoto, principalmente por causa de seu relacionamento próximo com a mãe. Outro importante interesse seu era o Romantismo, especialmente poetas como Keats. Seus poemas continham inúmeras referências à Bíblia e a Keats e Shelley.
Em 1911, Owen fez a prova para ser aceito na Universidade de Londres, mas, apesar de ter passado, não atingiu a pontuação necessária para conseguir uma bolsa de estudos.
Wilfred morou em Dunsden entre 1911 e 1913, onde era assistente de um reverendo, com o intuito de conseguir dinheiro o suficiente para pagar a universidade. Em Dunsden, Owen conheceu doentes, analfabetos e pessoas sofrendo com pobreza e outros males. Isso despertou em Owen a compaixão por aqueles que sofrem e abalou sua fé, ao ver a Igreja falhar em ajudar seus fiéis necessitados. Tal compaixão se fortaleceria durante a guerra. Além disso, Owen começou a escrever poesia.
Depois de sair de seu trabalho com o reverendo até se alistar em 1915, Owen morou na França, trabalhando em Bordeaux como professor de inglês e francês e depois como tutor dos dois filhos de uma família cristã francesa. Por causa de seu tempo na França, Owen desenvolveu um interesse na cultura francesa e conheceu e passou a escrever ao poeta Laurent Tailhade.
A guerra foi declarada em agosto de 1914, mas Wilfred Owen se alistou apenas em 21 de outubro de 1915, tendo considerado se alistar no exército francês, mas eventualmente retornando para a Inglaterra.

## Primeira Guerra Mundial
Wilfred Owen se alistou no Artists' Rifles Officers' Training Corps e passou sete meses treinando em Essex, no Campo Hare Hall. Saindo do treinamento em 1916 como um segundo tenente do Regimento de Manchester. Owen chegou no Fronte Ocidental em primeiro de janeiro de 1917. No decorrer de janeiro, é transferido para a linha de frente perto do vilarejo Serre, onde ocorreram os acontecimentos narrados no poema "The Sentry".
Inicialmente, Owen não gostava muito dos homens sob seu comando, comentando sobre eles em uma carta a sua mãe, mas após os traumas que Owen viria a presenciar, ele começou a se identificar com os homens e seu relacionamento com eles passou a ser um de camaradagem e compaixão, como foi expresso na última carta que Owen escreveu, enviada a sua mãe.
A ideia que Wilfred Owen tinha da guerra e como a guerra era realmente eram coisas completamente opostas. Antes, Owen escrevia poemas defendendo a glória das batalhas, como "An Imperial Elegy". Logo no começo de sua experiência na guerra, Owen começa a perder seu idealismo e demonstra isso em suas cartas.
Em abril de 1917, Wilfred sofreu um trauma terrível que contribuiu fortemente com o desenvolvimento de neurastenia, ou neurose de guerra, precursor do transtorno de estresse pós-traumático. Owen estava dormindo quando um explosivo explodiu perto dele e passou dias preso em um buraco com o tamanho exato para seu corpo e perto dele estava os pedaços do corpo de outro soldado.
Em maio, ele foi diagnosticado com neurastenia e depois foi encaminhado de volta para a Inglaterra, onde iria se tratar. Em 25 de junho, Wilfred encaminhado para o hospital Craiglockhart, na Escócia. Em agosto, Siegfried Sassoon, um soldado e poeta renomado de quem Owen era um admirador, chegou em Craiglockhart mas não estando sofrendo com neurastenia. Sassoon foi mandado para Craiglockhart por causa de sua declaração contra a guerra, que chegou a ser lida na Câmara dos Comuns, mas quase o levou a uma corte marcial, sendo salvo pela intervenção de seu amigo Robert Graves, e Sassoon foi declarado como tendo neurose de guerra.
No final de agosto, Wilfred Owen conheceu Siegfried Sassoon e os dois se tornaram amigos próximos muito rapidamente através da poesia. Sassoon serviu como mentor de Owen e Sassoon logo percebeu que estava lidando com muito mais do que alguém com um pouco de talento. A assistência de Sassoon fez com que Owen adentrasse seu período mais fértil de escrita, e seus melhores poemas foram escritos entre agosto de 1917 e sua morte em novembro de 1918.
Sassoon também apresentou Owen a uma elite literária e a outros poetas. Owen ficou amigo de C. K. Scott Moncrieff e Robert Graves, tendo ido para seu casamento em janeiro de 1918 (onde conheceu Moncrieff), além de ter conhecido Osbert e Sacheverell Sitwell, H.G. Wells, Robbie Ross, Arnold Bennett entre outros. Tais conhecidos e amigos fizeram Owen se sentir pela primeira vez como um poeta de verdade.
Em novembro de 1917, Wilfred Owen recebeu alta do hospital. Ele foi mandado para Scarborough, e em março de 1918 foi transferido para Ripon, onde escreveu alguns de seus poemas, incluindo "Futility" e "Strange Meeting" e onde passou seu aniversário de 25 anos na Catedral de Ripon, dedicada a um santo com seu nome, Wilfrid. Owen voltou ao serviço ativo em julho, apesar de ele ter podido escolher ficar na Inglaterra. Owen provavelmente escolheu retornar à França porque Siegfried Sassoon tinha sido mandado de volta à Inglaterra após um tiro na cabeça, e Wilfred Owen sentiu que era seu dever retornar para melhor expor os horrores da guerra. Sassoon era contra Owen retornar e Wilfred Owen só o informou quando chegou na França. Ele sabia que tinha chance de morrer, e em 22 de setembro de 1918, pouco depois de chegar na linha de frente, Owen escreveu a Sassoon pedindo que ele visitasse sua mãe, Susan, caso ele não voltasse.
Em 1 de outubro de 1918, Wilfred Owen liderou seus homens perto da comuna francesa de Joncourt. Sua coragem e liderança nesse dia o fizeram ser indicado para receber a Cruz Militar, o prêmio só apareceu na London Gazette em 15 de fevereiro de 1919, dois meses após sua morte. A medalha foi uma realização para Owen, pois ele se sentiu validado com poeta de guerra, sendo um soldado condecorado.

## Morte
Wilfred Owen foi morto em combate na manhã de 4 de novembro de 1918, uma semana antes do armistício que acabaria a guerra. Ele estava tentando cruzar o Canal Sambre-Oise durante a Batalha de la Sambre, perto de Ors, na França. Sua família recebeu o telegrama informando de sua morte no dia 11 de novembro, enquanto os sinos da cidade batiam e os outros celebravam o fim da guerra. Owen foi promovido a tenente um dia após sua morte. Siegfried Sassoon só soube da morte de Owen meses depois, e foi uma perda com a qual ele nunca conseguiu lidar.